# 细穗支柱蓼
细穗支柱蓼（学名：Polygonum suffultum var. pergracile）为蓼科蓼属下的一个变种。

## 扩展阅读
- 維基物種上的相關：细穗支柱蓼